# Dmitrijewka (Republika Ałtaju)
Dmitrijewka (ros. Дмитриевка) – wieś (ros. село, trb. sieło) w Rosji, w Republice Ałtaju, w rejonie turoczackim. Centrum administracyjne osiedla wiejskiego Dmitrijewskoje.

## Geografia
Miejscowość leży w północnej części Republiki Ałtaju, nad rzeką Bija.

## Demografia
W 2016 roku wieś zamieszkiwało 607 osób.

## Urodzeni w Dmitrijewce
- Michaił Maskajew(inne języki) – lejtant Armii Czerwonej; Bohater Związku Radzieckiego[4].